# Epizeuxis butleri
Epizeuxis butleri är en fjärilsart som beskrevs av John Henry Leech 1900. Epizeuxis butleri ingår i släktet Epizeuxis och familjen nattflyn. Inga underarter finns listade i Catalogue of Life.